# かます寿司
かます寿司（かますずし）は、福岡県筑後川周辺の郷土料理である。寿司の一種。
- 高知駅の駅弁にも「かますの姿ずし」等の類似のものがあるが、本稿では福岡県の郷土料理の「かます寿司」について記述する。

## 概要
- 秋はカマスに脂が乗って旬になり、かますずしは、尾頭つきのカマスに酢飯を詰めて姿のまま豪快に味わうごちそうである。[1]
- 筑後川周辺では、高良大社の秋祭り（高良山くんち）に、よく作られる[1]。これは叺（かます）にコメを入れたものを奉納する習わしがあり、これにあやかったものである[1]。

## 作り方
- カマスは鱗、エラ、内臓を取り除いてよく洗い、背開きにして中骨を取る[1]。
- 塩をやや多めに振って1時間程度置いてしめ[1]、酢で塩を洗い落とし、改めて赤唐辛子とともに、身が白くなるまで酢に漬けて締める。
- 米を同量の水で炊き、合わせ酢をかけ、混ぜて人肌程度に扇ぎながら冷まし、胡麻を混ぜる。
- カマスの水分を除いて酢飯を詰め、固く絞った濡れ布巾に包んで形を整え、桶かバットなどに入れて軽く重しをして一晩寝かせて出来上がり[1]。
- 切り分けて尾や頭とともに盛りつける。